# Dendromus messorius
Dendromus messorius is een zoogdier uit de familie van de Nesomyidae. De wetenschappelijke naam van de soort werd voor het eerst geldig gepubliceerd door Thomas in 1903.